# Стефан Огнянов
Стефан С. Огнянов е български политик, бивш кмет на Русе.

## Биография
Роден през 1865 г. в Котел. След Освобождението завършва политехника в Прага. През 1888 г. следва курса по приложна и експериментална химия в „École de chimie“ в Женева, а след това е назначен за учител в Русенската мъжка гимназия. В периода 1898 – 1899 е неин директор.

### Кметски мандат
В резултат на проведените за първи път по пропорционалната система избори на 16 октомври 1911 г. е избран многопартиен общински съвет. Той е утвърден с царски Указ № 604 от 15 ноември същата година. В първото му заседание от 26 ноември за кмет е избран представителя на коалицията на Народната и Прогресивнолибералната партия Стефан Огнянов (народняк).
Това ръководство и лично кметът правят много по въпроса с електрификацията на града. Чрез търг е определена виенската фирма „Сименс-Шукерт“ да достави нужните машини за оборудване на проектираната градска електроцентрала. Търгът е утвърден със седеммесечно закъснение, поради неудовлетворените лични интереси на някои общински служители, ангажирани с конкуренцията на спечелилата търга фирма. Балканските войни от 1912 – 1913 г. затрудняват много работата на местното самоуправление. Сключва се 300 хил. заем за подпомагане на бедните войнишки семейства. Русе е първа от големите градски общини която започва тази инициатива.
Войните не попречват върху стопанското развитие на града. Индустриализацията не намалява своите темпове, разрастват се банковото дело и търговията. Поради липсата на финансови средства няма значителна строителна дейност от страна на общината. Прави се повече за утвърждаване на културния престиж на Русе. Кметството подкрепя според възможностите си материално и морално читалищното дело, музикалните самодейни групи, осигурява салони за кинематографските прожекции. Специално внимание се отделя на Градската библиотека и Градския театър.
Една от големите заслуги на кмета е създаването на Общинския магазин в началото на 1915 г. Той се превръща в снабдително-търговски отдел на общината и изиграва много голяма роля за социалното подпомагане на русенското гражданство в трудните за града и държавата години.
Стефан Огнянов подава оставка на 19 май 1915 г. като кмет поради това, че е привлечен под съдебна отговорност за манипулации по провеждането на търга за електрифицирането на града в интерес на отделни лица и фирми. Умира през 1940 г. в София.